# Nisporeni (distrikt)
Nisporeni ( moldaviska: Районул Ниспорень, Raionul Nisporeni, ryska: Ниспоренский район) är ett distrikt i Moldavien. Det ligger i den centrala delen av landet. Antalet invånare är 63 159. Arean är 630 kvadratkilometer. Huvudort är Nisporeni
I distriktet ligger berget Dealul Bălănești, Moldaviens högsta punkt.